# 豪豬血蜱
豪豬血蜱（学名：Haemaphysalis hystricis）为硬蜱科血蜱屬下的一个种。